# لرزبن
لزربن، روستایی از توابع بخش مرکزی شهرستان تنکابن در استان مازندران ایران است.

## جمعیت
این روستا در دهستان گلیجان قرار دارد و براساس سرشماری مرکز آمار ایران در سال ۱۳۸۵، جمعیت آن ۷۴۴ نفر (خانوار) بوده است. هم‌اکنون جمعیت این روستا ۳۰۰۰ نفر تخمین زده می‌شود.

## مفاخر
این روستا زادگاه استاد امیرحسین از خانواده بزرگ شکرالهی یکی از هنرمندان بنام عرصه خوشنویسی و نقاشی کشور که هم‌اکنون مقیم تهران مدرس دانشگاه و مراکز فرهنگی هنری است نیز می‌باشد. وی با برگزاری نمایشگاه‌های متعدد داخلی و خارجی و خلق آثاری منحصر بفرد در عرصه خوشنویسی و نقاشیخط یکی از استادان محبوب این عرصه در کشور به‌شمار می‌رود. ازآثار او می‌توان به مجموعه‌های موازات حسین. حیات مولا. گرداب و… اشاره کرد. لزربون زادگاه هنرمند دیگری از خانواده شکرالهی به نام مایکل شکرالهی مقیم آمریکا (مجسمه) می‌باشد. از کارهای بزرگ این استاد می‌توان به مجسمه بوستان انقلاب که هم‌اکنون در میدان اصلی این شهر به نمایش گذاشته شده است خاطرنشان کرد. 